# Sprækkedal
En sprækkedal er er en type dal på Bornholm, der betegner en sprække i undergrunden. 
. 
Der findes omkring 70 sprækkedale på Bornholm. Sprækkedalene er opstået pga. de enorme spændinger, der har været i undergrunden, og som har fået grundfjeldet til at slå revner. Smeltevand fra istidens gletsjere har borteroderet jord og fjeld, og der er opstået en kløft.
Den længste sprækkedal er Ekkodalen.
Danmarks største vandfald Døndalen findes på Bornholm. Navnet er afledt af det bornholmske dønnar som bruges om lyden, når vandet rammer klipperne.
Eksempler på sprækkedale tæller:
- Blåskinsdalen
- Dybdal[3]
- Døndalen
- Ekkodalen
- Holkadalen
- Ravnedalen
- Svartingedalen

## Eksterne Henvisninger
- Ekkodalen: Danmarks største og længste sprækkedal Arkiveret 23. februar 2007 hos  Wayback Machine
- Ekkodalen i Almindingen
- Glydensåen Bla. billeder af en sprækkedal
- Døndalen: Danmarks største vandfald